# Мемориальный зал открытия порта Иокогамы
Мемориальный зал открытия порта Иокогаме (яп. 横浜市開港記念会館) — историческое здание в Иокогаме, Япония. Здание было построено в память о пятидесятилетии открытия порта Иокогамы для иностранных судов. План здания был выбран на общественном конкурсе. Строительство было полностью финансировано общественными пожертвованиями. Здание построено в стиле неоренессанса. С 1989 года здание имеет статус памятника истории.
Строительство было завершено в 1917 году. Здание выгорело в результате Великого землетрясения Канто 1923 года, но было восстановлено к 1927 году. Особенность здания — башня высотой 36 метров. Эта башня известна, как «башня Валета» (или Джека, Jack — английское название карточной фигуры Валета) или просто Валет (Джек). Нередко Валетом (Джеком) называют и все здание целиком. Башня Мемориального зала открытия порта Иокогамы является одной из трёх башен Иокогамы. Две другие башни (Король — башня здания префектуры Канагава и Дама — башня здания таможни) также несут названия карточных фигур.
Здание используется для проведения различных общественных мероприятий. В частности, здесь четырежды проводились японские эсперанто-конгрессы, в 1980, 1985, 1990 и 2005 годах.